# Свети Архангел Михаил (Слокощица)
Вижте пояснителната страница за други значения на Свети Архангел Михаил.
„Свети Архангел Михаил“ е късносредновековна българска църква в село Слокощица, община Кюстендил; в развалини.
Останките от църквата са в северната част на селото, вляво от шосето, след селските гробища, върху полегат склон.
Представлява еднокорабна и едноапсидна църква с приблизителни размери 6 – 7 Х 3,30 м. Градежът е от ломени камъни и хоросан. В северния зид е употребен голям мраморен блок.
Основите са затревени, покрити с храсти и дървета.